# Thaddäus Brunke
Pour les articles homonymes, voir Brunke.
 (août 2022).
La mise en forme du texte ne suit pas les recommandations de Wikipédia : il faut le « wikifier ».
Les points d'amélioration suivants sont les cas les plus fréquents. Le détail des points à revoir est peut-être précisé sur la page de discussion.
- Les titres sont pré-formatés par le logiciel. Ils ne sont ni en capitales, ni en gras.
- Le texte ne doit pas être écrit en capitales (les noms de famille non plus), ni en gras, ni en italique, ni en « petit »…
- Le gras n'est utilisé que pour surligner le titre de l'article dans l'introduction, une seule fois.
- L'italique est rarement utilisé : mots en langue étrangère, titres d'œuvres, noms de bateaux, etc.
- Les citations ne sont pas en italique mais en corps de texte normal. Elles sont entourées par des guillemets français : « et ».
- Les listes à puces sont à éviter, des paragraphes rédigés étant largement préférés. Les tableaux sont à réserver à la présentation de données structurées (résultats, etc.).
- Les appels de note de bas de page (petits chiffres en exposant, introduits par l'outil «  Source ») sont à placer entre la fin de phrase et le point final[comme ça].
- Les liens internes (vers d'autres articles de Wikipédia) sont à choisir avec parcimonie. Créez des liens vers des articles approfondissant le sujet. Les termes génériques sans rapport avec le sujet sont à éviter, ainsi que les répétitions de liens vers un même terme.
- Les liens externes sont à placer uniquement dans une section « Liens externes », à la fin de l'article. Ces liens sont à choisir avec parcimonie suivant les règles définies. Si un lien sert de source à l'article, son insertion dans le texte est à faire par les notes de bas de page.
- La présentation des références doit suivre les conventions bibliographiques. Il est recommandé d'utiliser les modèles {{Ouvrage}}, {{Chapitre}}, {{Article}}, {{Lien web}} et/ou {{Bibliographie}}. Le mode d'édition visuel peut mettre en forme automatiquement les références.
- Insérer une infobox (cadre d'informations à droite) n'est pas obligatoire pour parachever la mise en page.

Pour une aide détaillée, merci de consulter Aide:Wikification.
Si vous pensez que ces points ont été résolus, vous pouvez retirer ce bandeau et améliorer la mise en forme d'un autre article.
Thaddäus Brunke OFM (21 janvier 1903 à Harburg/Elbe sous le nom de Wilhelm Johannes Josef Brunke - 5 août 1942 dans le camp de concentration de Dachau) est un franciscain et prêtre allemand. Il est mort dans le camp et est l'un des martyrs catholiques romains de l'ère nazie.

## Biographie
Wilhelm Brunke grandit à Harburg près de Hambourg. Le 28 mars 1923, il devient membre de la Province franciscaine de Thuringe et reçoit le nom religieux de Thaddäus. Après le noviciat de Salmünster, le 29 mars 1924, il y fait sa profession temporaire, puis sa profession définitive le 23 avril 1927 au monastère du Frauenberg à Fulda. Il termine ses études de philosophie à la maison d'études de Thuringe à Sigmaringen-Gorheim, puis étudia la théologie à Fulda, où il reçoit l'ordination sacerdotale le 7 avril 1929.
Il travaille ensuite pendant dix ans comme aumônier dans la paroisse franciscaine de l'église Saint Bonifatius à Mannheim-Wohlgelegen. En août 1939, la direction provinciale de Thuringe le nomme Gardien à Fulda. En tant que supérieur du grand monastère du Frauenberg, il est également chargé de fournir aux frères du monastère de la nourriture, dont la plupart est donnée par des agriculteurs. En 1936, les national-socialistes exigent légalement la remise de nourriture. Il n'est alors plus possible pour les franciscains de récolter des aumônes ou de fixer des rendez-vous. Des fermiers bienveillants apportent désormais les provisions directement au monastère. Le 30 novembre 1940, la voiture d'un fermier est confisquée par la Gestapo, et des perquisitions dans le monastère découvrent un excès de porcs et des stocks d'œufs trop importants. En stockant ces fournitures, le père Thaddäus avait violé une instruction du provincial Vinzenz Rock, qui ne voulait pas que la Gestapo intervienne. Le 9 décembre 1940, la direction provinciale de Thuringe nomme Thaddäus Brunke gardien de Fulda pour empêcher la dissolution du monastère, qui a néanmoins lieu le 14 décembre 1940 sur décision de la Gestapo de Kassel.
Thaddäus Brunke va alors au monastère de Salmünster. Il y est arrêté le 14 décembre 1940, et du 26 décembre 1940 au 13 mai 1941, il est emprisonné au camp de concentration de Breitenau. Après presque cinq mois de prison, il est envoyé le 16 mai au camp de concentration de Dachau. Selon une déclaration de son codétenu, le pasteur Josef Albinger, Brunke était populaire auprès des prêtres emprisonnés en raison de son altruisme et de sa volonté de faire des sacrifices. Pour les messes approuvées, il a écrit des partitions et des textes de chant grégorien à utiliser lors des offices dans le bloc des prêtres du camp de concentration de Dachau. Les partitions grand format des chants, reproduites à partir de la mémoire des anciennes coutumes monastiques, ont été utilisées jusqu'à la fermeture du camp. Comme l'a rapporté Franz Sales Hess, pendant la brève période de traitement privilégié du printemps et de l'été 1942, les ecclésiastiques du bloc 26 avaient uni leurs forces pour contrer la stupidité du camp et ainsi déclencher une nouvelle lutte spirituelle et religieuse ensemble. Cependant, Thaddäus Brunke, affaibli par la faim et le travail acharné, a subi un accident vasculaire cérébral en juin et est décédé après le deuxième le matin du 5 août 1942.

## Hommages

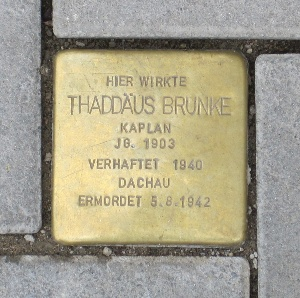
Pierre d'achoppement à Mannheim

Le provincial Vinzenz Rock, repensant à la « mort sacrificielle de Brunke pour le Frauenberg », a écrit qu'il était correct que le Gardien prétende être le seul responsable de la thésaurisation de la nourriture à la Gestapo et n'ait donc pas rendu les autres involontairement complices. Cependant, le provincial est aussi conscient que lui et les confrères de la direction provinciale « se sont trompés parce que nous n'avons pas fait assez pour lui. (…) Que le bon Dieu le récompense richement pour sa mort sacrificielle pour le Frauenberg au ciel ».
À Mannheim, une pierre d'achoppement a été posée devant l'église Saint-Boniface pour commémorer l'aumônier Thaddäus Brunke. Une autre pierre d'achoppement se trouve devant sa maison natale à Maretstraße 45 à Hambourg-Harburg.